# Trzeszczany (stacja kolejowa)
Trzeszczany – zlikwidowana wąskotorowa stacja kolejowa w Trzeszczanach, w województwie lubelskim, w Polsce.